# Ectyonopsis hartmani
Ectyonopsis hartmani är en svampdjursart som först beskrevs av Bakus 1966.  Ectyonopsis hartmani ingår i släktet Ectyonopsis och familjen Myxillidae. Inga underarter finns listade i Catalogue of Life.